# Phyllolobium tribulifolium
Phyllolobium tribulifolium là một loài thực vật có hoa trong họ Đậu. Loài này được (Benth. ex Bunge) M.L. Zhang & Podl. mô tả khoa học đầu tiên năm 2006.